# T. Jerome Lawler
Pour les articles homonymes, voir Lawler.
T. Jerome Lawler est un acteur américain né le 13 juillet 1887 au Canada et décédé le 6 janvier 1974 à Santa Barbara (Californie).
Après avoir débuté au cinéma dès 1912, il se tourna dix ans plus tard vers le théâtre en interprétant des rôles shakespeariens.

## Filmographie
- 1912 : His Chance to Make Good
- 1912 : According to Law
- 1912 : The Tree of Knowledge
- 1916 : Slander
- 1917 : The Debt
- 1917 : The Mirror
- 1917 : The Dazzling Miss Davison
- 1917 : Wife Number Two
- 1922 : His Majesty

## Théâtrographie
- 1922 : Roméo et Juliette
- 1931 : The Silent Witness, pièce de Jack DeLeon et Jack Celestin. 80 représentations au Morosco Theater de mars à juin 1931.
- 1935 : Macbeth au Ethel Barrymore Theater, en octobre 1935. 8 représentations. "Malcolm, fils de Duncan".